# Plémet (commune déléguée)
Plémet [plemɛ] est une ancienne commune française située dans le département des Côtes-d'Armor en région Bretagne, devenue, le 1er janvier 2016, une commune déléguée de la commune nouvelle des Moulins.
Les habitants s'appellent les Plémetais.

## Géographie
Plémet est située à 12 km de Loudéac.

## Toponymie
Le nom de la localité est attesté sous les formes Parrochia de Ploemet en 1246, ecclesia de Plemet vers 1330, Plemet en 1371, 1393 et en 1405, Ploemael au XIVe siècle, Plesmet en 1407, Plehemet en 1513.
Plémet tire son nom de saint Démet, d'origine galloise et ayant vécu dans la région de Brest.
Le nom de la commune est Pllémé en gallo, Plezeved en breton.

## Politique et administration

### Liste des maires
| Période                                  | Période                  | Identité                                 | Étiquette               | Qualité |
| ---------------------------------------- | ------------------------ | ---------------------------------------- | ----------------------- | --- |
| 1832                                     | 1834 (décès)             | Louis-Alexis Carré-Kérisouet (1769-1834) |                         | Maître de forges Conseiller général du canton de La Chèze (1818 → 1834)                                                                                         |
| 1834 [réf. nécessaire]                   | 1864                     | Louis-Aimé Carré-Kerisouët               |                         | Maître de forges Conseiller général du canton de Merdrignac (1848 → 1856)                                                                                       |
| 1864                                     | 1877 (décès)             | Ernest Carré-Kérisouet                   | Libéral (Centre gauche) | Propriétaire, directeur des forges de Vaublanc Député des Côtes-du-Nord (1869 → 1870 puis 1871 → 1877) Conseiller général du canton de Merdrignac (1864 → 1877) |
| ca. 1878                                 |                          | J.-M. Le Breton                          | Républicain             | |
| 1879                                     | 1898                     | Philippe-Antoine Mottin                  | Droite                  | Propriétaire Conseiller général du canton de La Chèze (1885 → 1898)                                                                                             |
| Les données manquantes sont à compléter. |                          |                                          |                         | |
| mai 1912                                 | 1918                     | Comte Albert de Pelet                    |                         | |
| 1918                                     | décembre 1919            | Le Floch                                 |                         | |
| décembre 1919                            | mai 1925                 | Joseph Laîné                             |                         | Boulanger |
| mai 1925                                 | mai 1935                 | Jules Loison                             |                         | Instituteur |
| mai 1935                                 | août 1944                | Joseph Audrain                           |                         | Commerçant |
| août 1944                                | octobre 1947             | Louis Martin                             |                         | Cultivateur Conseiller général du canton de La Chèze (1945 → 1949) Ancien conseiller d'arrondissement (1934 → 1937)                                             |
| octobre 1947                             | mars 1959                | Joseph Auffray                           | URAS                    | Cultivateur puis aubergiste |
| mars 1959                                | janvier 2006 (démission) | Louis Piton (1921-2006)                  | DVD puis UDF            | Médecin Conseiller général du canton de La Chèze (1967 → 1979)                                                                                                  |
| janvier 2006                             | mars 2008                | Luc Cavé                                 | SE                      | Médecin hospitalier |
| mars 2008                                | mars 2014                | Dominique Grall                          | Les Verts               | Enseignante |
| mars 2014                                | décembre 2015            | Romain Boutron                           | DVD                     | Cadre des Carrières Lessard Conseiller départemental du canton de Loudéac (2015 → )                                                                             |
| Les données manquantes sont à compléter. |                          |                                          |                         | |

## Démographie
L'évolution du nombre d'habitants est connue à travers les recensements de la population effectués dans la commune depuis 1793. À partir du 1er janvier 2009, les populations légales des communes sont publiées annuellement dans le cadre d'un recensement qui repose désormais sur une collecte d'information annuelle, concernant successivement tous les territoires communaux au cours d'une période de cinq ans. 
Pour les communes de moins de 10 000 habitants, une enquête de recensement portant sur toute la population est réalisée tous les cinq ans, les populations légales des années intermédiaires étant quant à elles estimées par interpolation ou extrapolation. Pour la commune, le premier recensement exhaustif entrant dans le cadre du nouveau dispositif a été réalisé en 2006,.
En 2013, la commune comptait 3 212 habitants, en évolution de +9,66 % par rapport à 2008 (Côtes-d'Armor : +1,68 %, France hors Mayotte : +2,49 %).
| 1793  | 1800  | 1806  | 1821  | 1831  | 1836  | 1841  | 1846  | 1851  |
| ----- | ----- | ----- | ----- | ----- | ----- | ----- | ----- | ----- |
| 2 876 | 3 330 | 2 904 | 2 925 | 3 013 | 3 005 | 2 940 | 3 030 | 3 019 |

| 1856  | 1861  | 1866  | 1872  | 1876  | 1881  | 1886  | 1891  | 1896  |
| ----- | ----- | ----- | ----- | ----- | ----- | ----- | ----- | ----- |
| 3 182 | 3 378 | 3 431 | 3 352 | 3 335 | 3 372 | 3 672 | 3 401 | 3 343 |

| 1901  | 1906  | 1911  | 1921  | 1926  | 1931  | 1936  | 1946  | 1954  |
| ----- | ----- | ----- | ----- | ----- | ----- | ----- | ----- | ----- |
| 3 361 | 3 390 | 3 476 | 3 125 | 3 230 | 3 166 | 3 441 | 3 205 | 3 075 |

| 1962  | 1968  | 1975  | 1982  | 1990  | 1999  | 2006  | 2011  | 2013  |
| ----- | ----- | ----- | ----- | ----- | ----- | ----- | ----- | ----- |
| 2 969 | 2 928 | 3 035 | 3 056 | 3 071 | 2 936 | 2 902 | 3 104 | 3 212 |

## Enseignement
- École Saint-Joseph.

## Lieux et monuments
La commune de Plémet comporte quatre monuments historiques immobiliers :
- la chapelle Saint-Lubin et sa fontaine, inscrits en 1925[10] ;
- trois croix de chemin, inscrites en 1927 :
  -     - une croix de chemin du XVIIe siècle, situé à la Fourchette[11] ;
    - une croix de chemin de La Pierre Longue[12] ;
    - une croix du XVIIIe siècle[13].

Plémet possède aussi un important patrimoine bâti inventorié.
- L’église Saint-Pierre-et-Saint-Paul, construite de 1894 à 1896 par Ernest Le Guerranic[14]. À l'intérieur, se trouve un reliquaire de Saint-Pierre ou Ange en bois par Roland Guillaumel[réf. nécessaire].
- Les Forges Saint-Éloi, fondées en 1675[15].
- Le moulin Choiseul[16].
- Le château de Landelles[17].
- Le château de Bodiffé[18].
- Le château de Launay Guen[19].
- Le château de Vaublanc[15].
- Les sanatoriums de Bodiffé et de Bel-Air, construits au début des années 1930, aujourd’hui centre de rééducation fonctionnelle.

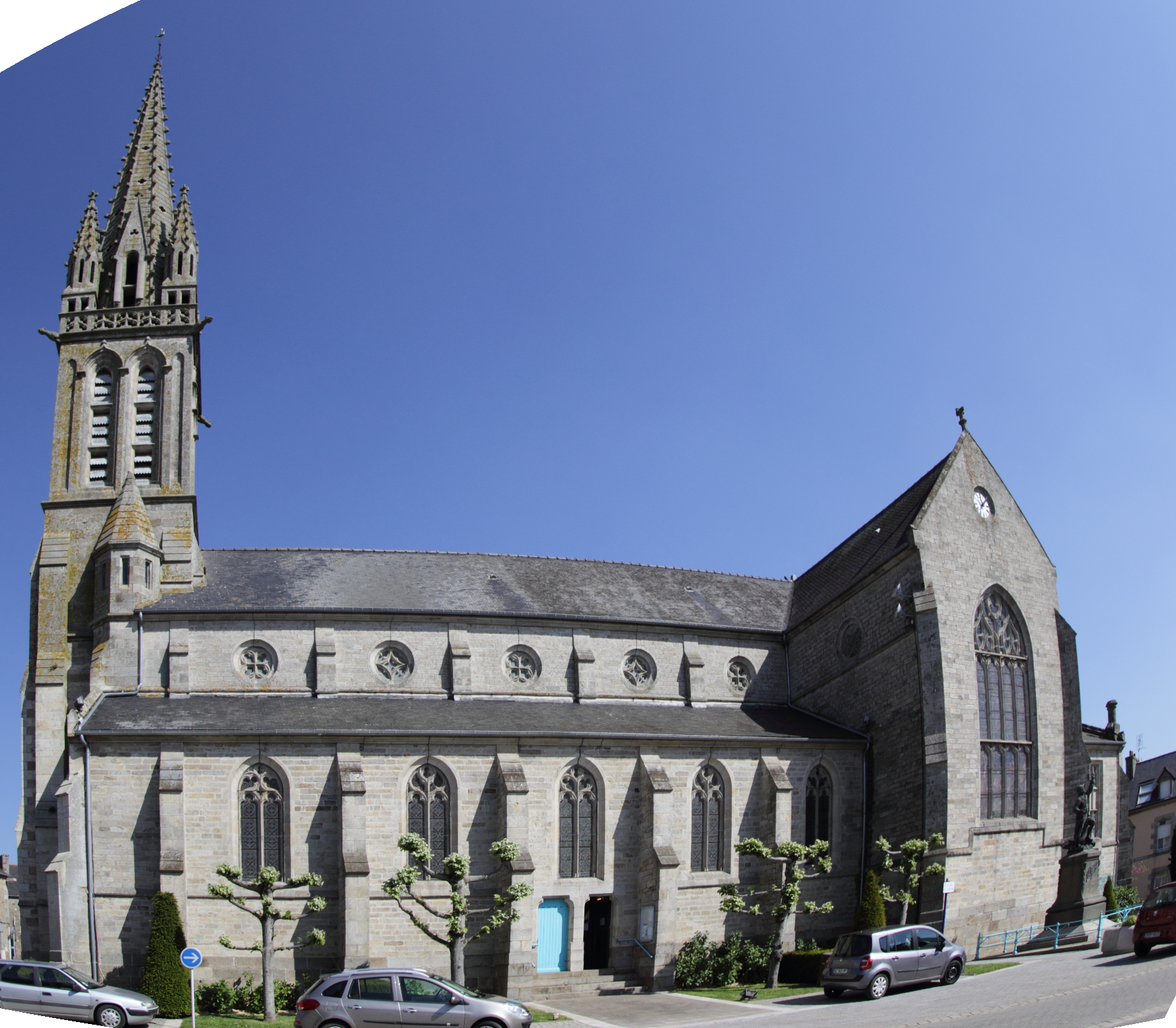
Église Saint-Pierre et Saint-Paul.
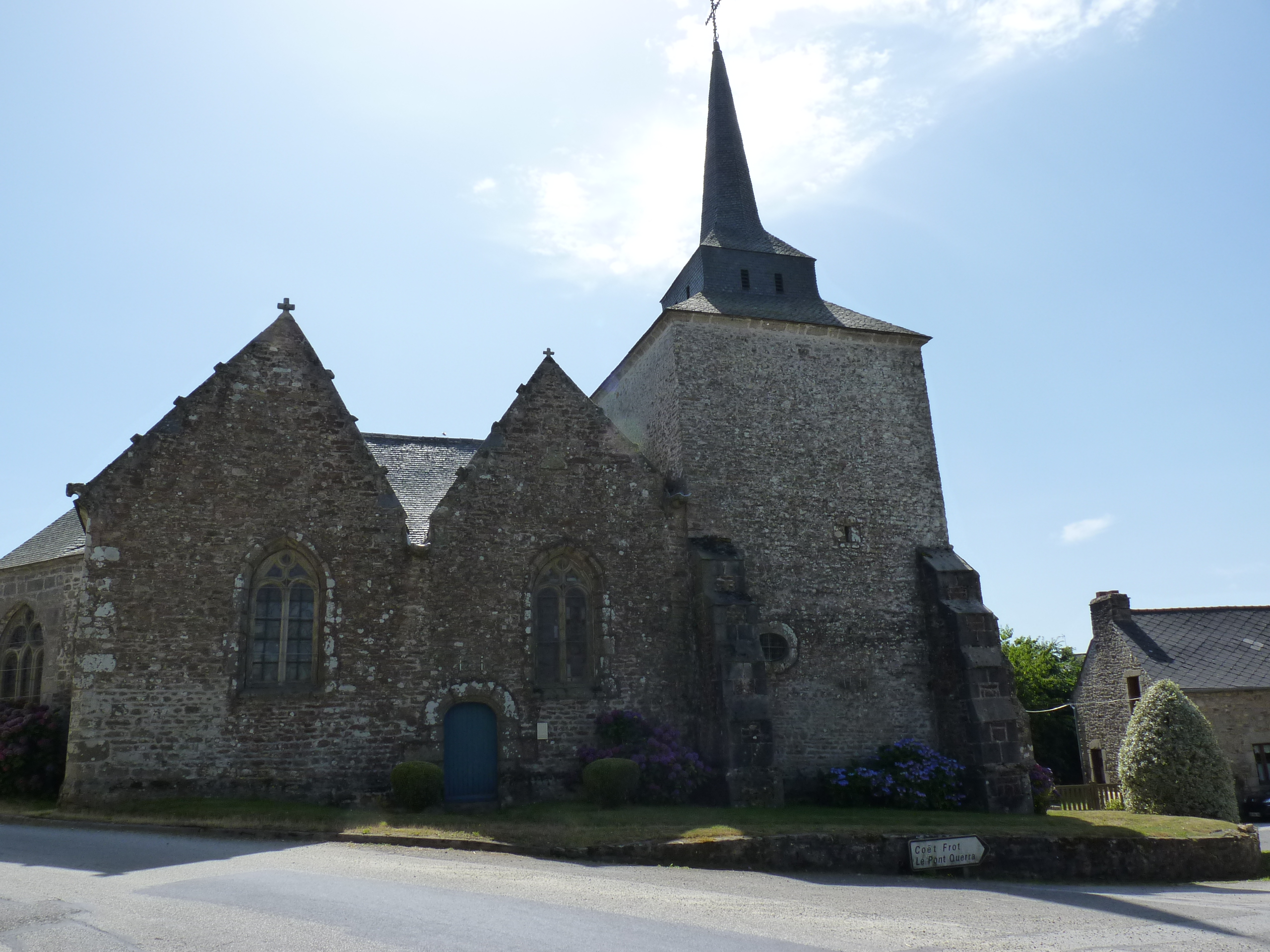
Chapelle Saint-Lubin.
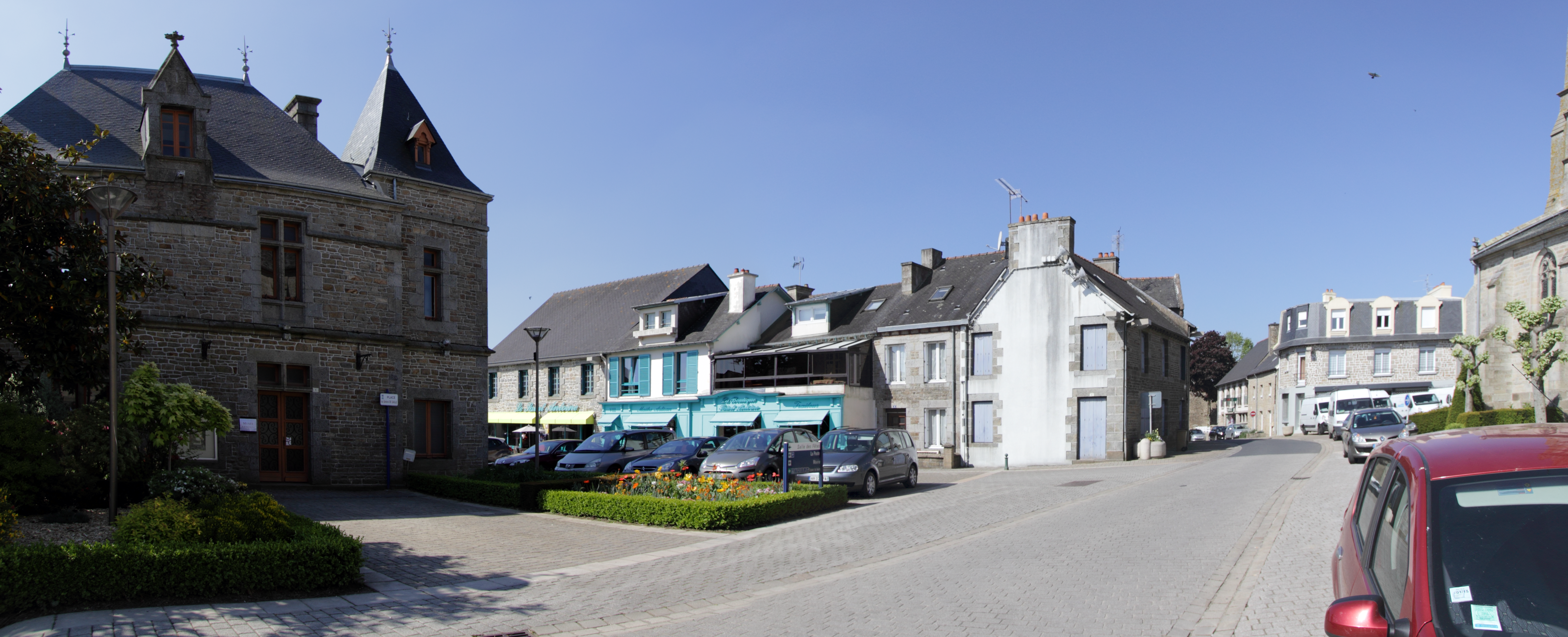
Place du Général de Gaulle.
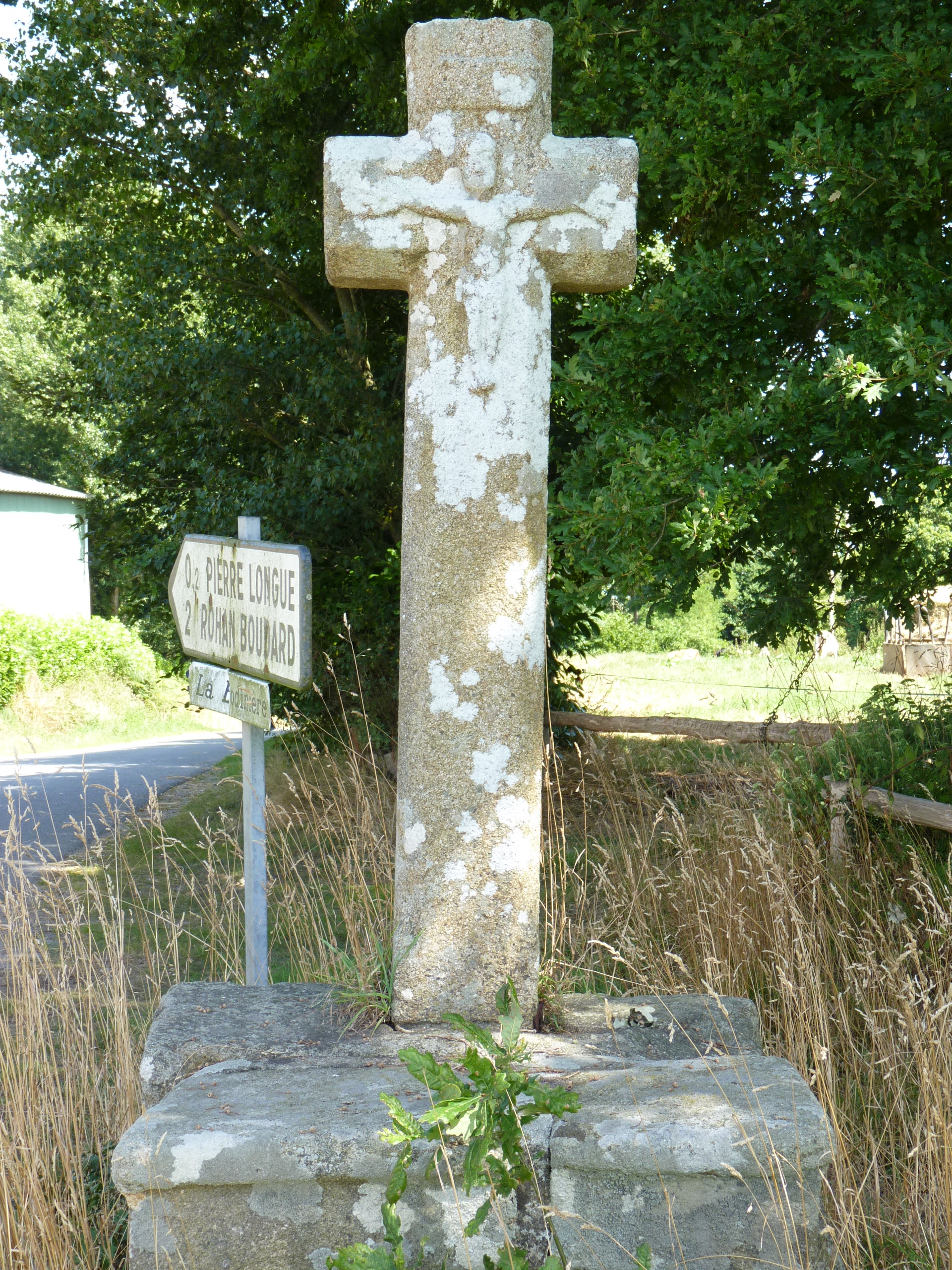
Croix de chemin de La Pierre Longue.
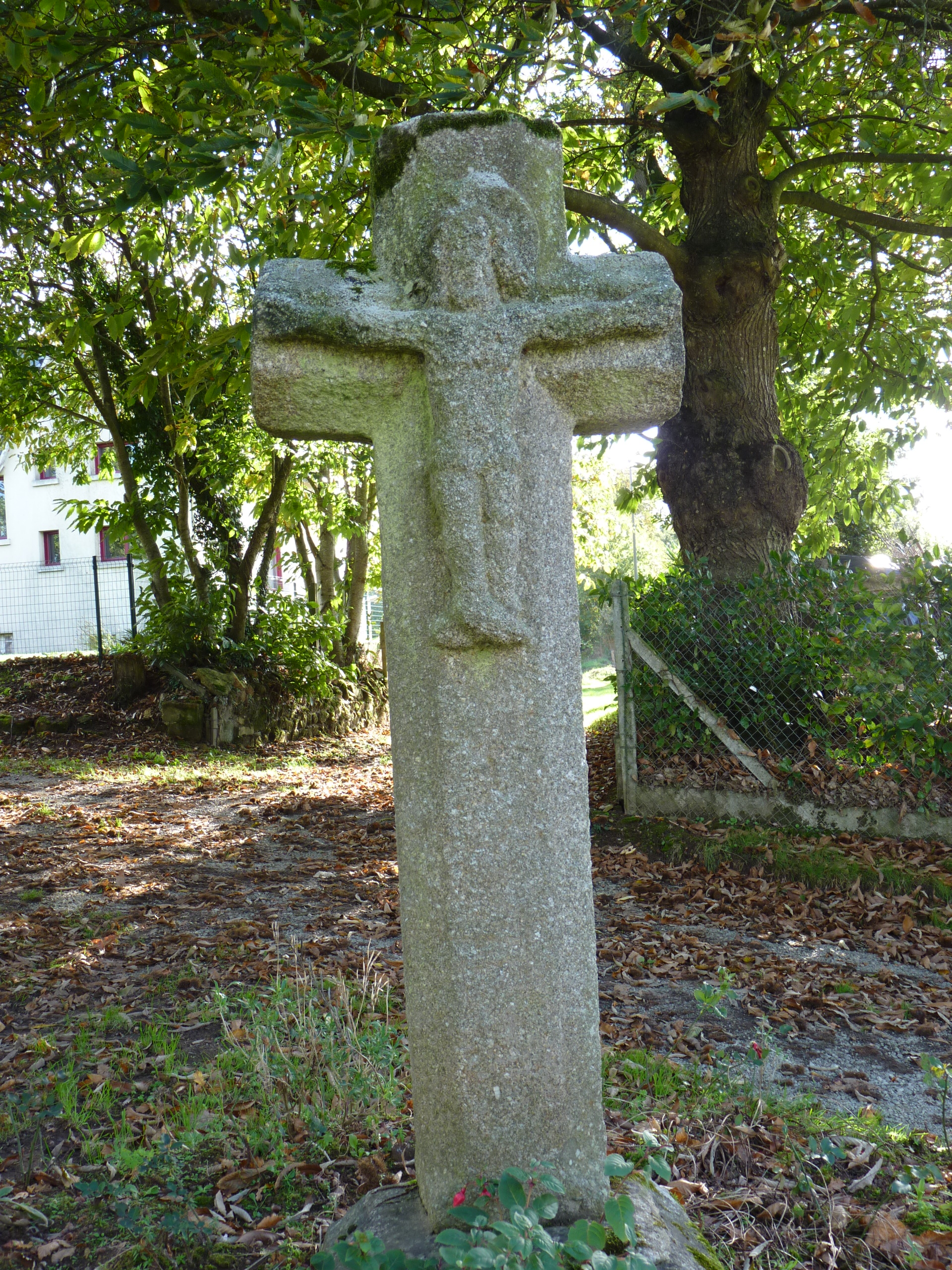
Croix de chemin à la Fourchette.
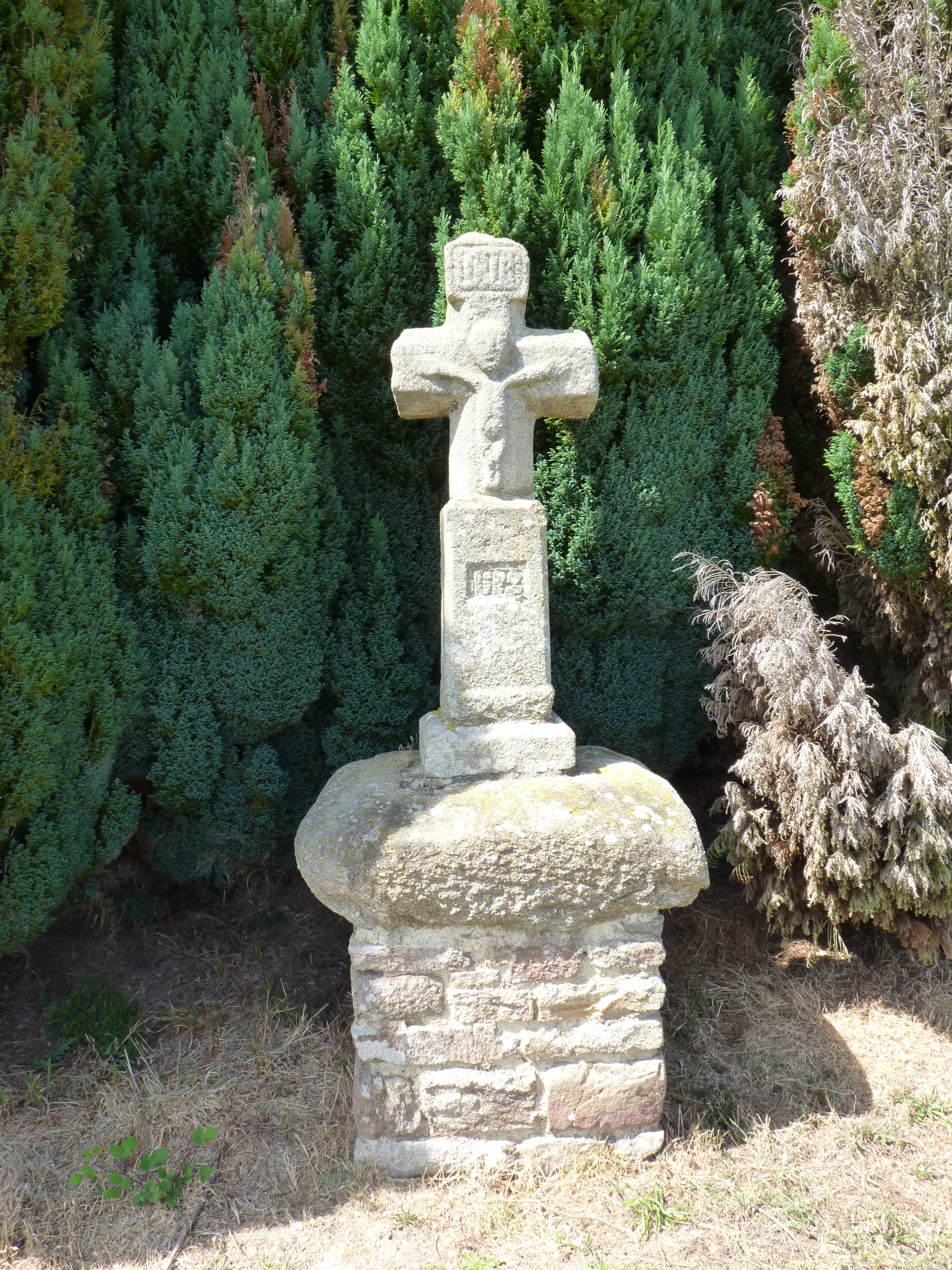
Croix de chemin sur la route de Coëtlogon.

## Personnalités liées à la commune

### Natifs
- Marsel Klerg (1912-1984), écrivain de langue bretonne.
- Roland Guillaumel (1926, Plémet - 2014), sculpteur, grand prix de Rome en 1950.

### Autres
- Patrick Le Lay (né en 1942), homme d'affaires, avait un oncle vétérinaire dans la commune et y a passé une partie de la Seconde Guerre mondiale puis de ses vacances[20].
- Michel Drucker (né en 1942), animateur de télévision, a passé une partie de la Seconde Guerre mondiale dans la commune, sa famille s'y étant réfugiée, il y a ensuite séjourné lors de vacances[21].

## Héraldique
| Blason | Blasonnement : De gueules aux cinq molettes d'or ordonnées 2, 2 et 1. |